# Garnbach (Amper)
Der Garnbach, im Oberlauf Beuerbach und im Mittellauf Eichbach ist ein ca. 6 km langer Bach im Gemeindegebiet von Eching am Ammersee, Greifenberg und Eresing. Er gehört zum Flusssystem der Isar.
Der Bach entsteht als Beuerbach bei Algertshausen. Er fließt weitgehend ostwärts. Nach Aufnahme des Buchlbachs von rechts wird der Bach Eichbach genannt. Beim Burgstall nimmt er den Burgbach von links auf und wird bis zur Mündung nun Garnbach genannt.